# Sylwia Chmiel
Sylwia Chmiel est une ancienne joueuse polonaise de volley-ball, née le 6 avril 1991 à Lublin. Elle mesure 1,85 m et jouait au poste de réceptionneuse-attaquante. Elle a totalisé 14 sélections en équipe de Pologne.

## Clubs
| Club                             | De        | À         |
| -------------------------------- | --------- | --------- |
| AZS UMCS TPS Lublin              |           | 2006-2007 |
| SMS PZPS Sosnowiec               | 2007-2008 | 2009-2010 |
| Szóstka Biłgoraj                 | 2010-2011 | 2010-2011 |
| AZS KSZO Ostrowiec Świętokrzyski | 2011-2012 | 2011-2012 |
| AZS Białystok                    | 2012-2013 | 2012-2013 |
| KS Murowana Goślina              | 2013-2014 | 2013-2014 |